# Tractat de Canfranc
El Tractat de Canfranc o Pau de Canfranc va ser signat en aquesta població aragonesa el 29 d'octubre del 1288 entre Alfons III d'Aragó i Eduard I d'Anglaterra, amb l'aprovació de Carles II de Nàpols, per resoldre el conflicte entre la casa d'Anjou i la casa d'Aragó.
Aquest acord, semblant al Pacte d'Oloron, suposà l'alliberament de Carles II en aquesta vila pirenaica, però no fou reconegut ni per la Santa Seu ni pels francesos. Carles II es comprometé a lliurar els seus fills Lluís i Robert com a ostatges, a pagar 28.000 marcs d’argent i a fer una treva amb França.
La signatura d'aquest tractat va suposar que el 1366, en el marc de la Guerra dels Cent Anys i la Guerra dels dos Peres, la vila i el castell de Canfranc fossin atacats per tropes gascones i angleses.